# أبو حنة بن عمرو
أبو حنة مالك بن عمرو بن ثابت الأوسي الأنصاري صحابي جليل من قبيلة الأوس من الأنصار شهد مع النبي محمد ﷺ غزوة بدر وغزوة أحد وقُتِل فيها شهيداً وذكره ابن إسحاق وقال كان يُكَنى بأبي حبة. وذكره ابن عبد البر في الصحابة وقال كان يُكَنى بأبي حبة وقيل بأبي حية